# Euonthophagus consobrinus
Euonthophagus consobrinus är en skalbaggsart som beskrevs av Louis Albert Péringuey 1901. Euonthophagus consobrinus ingår i släktet Euonthophagus och familjen bladhorningar. Inga underarter finns listade i Catalogue of Life.